# Madam Satan
Madam Satan is een Amerikaanse muziekfilm uit 1930 onder regie van Cecil B. DeMille.

## Verhaal
De rijke Angela Brooks komt erachter dat haar man een relatie heeft met een jong danseresje. Om zijn liefde terug te winnen vermomt ze zich als de geheimzinnige Madam Satan. Tijdens een gemaskerd bal wil ze haar overspelige echtgenoot verleiden.

## Rolverdeling
| Acteur            | Personage       |
| ----------------- | --------------- |
| Kay Johnson       | Angela Brooks   |
| Reginald Denny    | Bob Brooks      |
| Lillian Roth      | Trixie          |
| Roland Young      | Jimmy Wade      |
| Elsa Peterson     | Martha          |
| Jack King         | Herman          |
| Eddie Prinz       | Biff            |
| Boyd Irwin        | Kapitein        |
| Wallace MacDonald | Eerste stuurman |
| Tyler Brooke      | Romeo           |
| Ynez Seabury      | Babo            |